# آقازاده (مجموعه نمایش خانگی)
آقازاده یک مجموعه تلویزیونی ایرانی به کارگردانی بهرنگ توفیقی و محصولی از سازمان اوج است. فیلم‌برداری آن از سال ۱۳۹۸ و پخش آن به صورت هفتگی از تیر ۱۳۹۹ آغاز شد و تا دی ۱۳۹۹ ادامه داشت.

## خلاصهٔ داستان
سریال «آقازاده» در ژانر اجتماعی و سیاسی داستان یک آقازاده به نام نیما بحری (امیر آقایی) است که تخلفات اقتصادی مرتکب شده و یک مأمور به نام حامد تهرانی (سینا مهراد) که او هم یک آقازاده است، البته با خصوصیاتی کاملاً مخالف تلاش می‌کند تا دست نیما را رو کند.

## بازیگران
| بازیگر           | نقش                |
| ---------------- | ------------------ |
| امین تارخ        | حاج رضا تهرانی     |
| امیر آقایی       | نیما بحری / ابوذر  |
| مهدی سلطانی      | دکتر امیر بحری     |
| لعیا زنگنه       | شریفه              |
| ثریا قاسمی       | احترام             |
| نیکی کریمی       | تینا فضلی‌راد       |
| امین حیایی       | بهروز بهرامی       |
| سینا مهراد       | حامد تهرانی        |
| پردیس پورعابدینی | راضیه مقدم / مانلی |
| دیبا زاهدی       | سارا فضلی‌راد       |
| کامبیز دیرباز    | شهنام              |
| جمشید هاشم‌پور    | حاج حسن            |
| محمدحسین لطیفی   | حاج محسن           |
| مهدی کوشکی       | الکس               |
| سامیه لک         | سحر                |
| مسعود فروتن      | استاد ارژنگ        |
| کاوه خداشناس     | بازپرس قاسمی       |
| سعید داخ         | بازپرس کیانی       |
| روزبه معینی      | نوذر               |
| احسان امانی      | رکنی               |
| علی‌اصغر رضایی    | قاضی               |
| اکبر رحمتی       | دوست حاج رضا       |
| مجید اسماعیلی    | امیرحسین           |

## پربیننده‌ترین سریال نمایش خانگی
به نقل از روابط عمومی فیلیمو، آمار میزان تماشای آنلاین آقازاده تا ساعت ۱۲ شب روز چهارشنبه ۱۲ شهریور در پلتفرم فیلیمو با ۲۵ میلیون و ۸۶۱ هزار و ۸۶۵ دقیقه است که با مقایسه آمارهای پیشین رکورد تازه‌ای در تماشای آنلاین سریال‌های شبکه نمایش خانگی به حساب می‌آید و تا به حال این رکورد در دست سریال مانکن با ۲۵ میلیون و ۱۳۰ هزار دقیقه بود که توسط آقازاده شکسته شد

## حواشی
در یک سکانس ۳ دقیقه‌ای، شخصیت راضیه (پردیس پورعابدینی) با دادن یک شکلات به عنوان مهریه به شخصیت حامد (سینا مهراد) و خواندن خطبهٔ صیغهٔ عقد موقت از زبان خودش، موجب واکنش‌های اغلب منفی شد. شخصیت راضیه بر یک ساعته بودن صیغه تأکید می‌کند و سپس حامد در آن اتاق را می‌بندد.همچنین قبل از بستن در به زمین انداختن چادر نمایش داده می‌شد که این لحظه حذف و سانسور شد.
روز ۳ شهریور ۱۳۹۹، روزنامهٔ جوان وابسته به سپاه پاسداران با دفاع تلویحی از پخش این سکانس نوشت: «سریال آقازاده برای اولین بار رابطه‌ای مشروع را ترسیم کرده‌است» و در عین حال تأکید کرد که رویکرد پرداختن به این موضوع می‌توانست بهتر باشد و «پرداخت سطحی و بدون عمق» نباشد. در بخش دیگری از این یادداشت با اشاره به بازتاب‌های منفی این سکانس از سریال، آمده که «چرا ترسیم یکی از احکام اسلامی در یک اثر نمایشی تا این اندازه با واکنش منفی روبه‌رو می‌شود».
قسمت ششم مجموعه با تأخیر توزیع گشت و حدود ۱۵ دقیقه از این قسمت سانسور شد که برخی عوامل به این قضیه اعتراض کردند.

## موسیقی
| شماره | نام                           | خواننده       | مدت  |
| ----- | ----------------------------- | ------------- | ---- |
| ۱.    | «فصل پریشانی» (تیتراژ پایانی) | علی زند وکیلی | ۳:۳۸ |
| ۲.    | «آخرین آواز» (تیتراژ پایانی)  | علی زند وکیلی | ۲:۳۹ |
| ۳.    | «نقاب» (تیتراژ پایانی)        | علی زند وکیلی | ۳:۵۵ |